# Notiodrassus distinctus
Notiodrassus distinctus är en spindelart som beskrevs av Bryant 1935. Notiodrassus distinctus ingår i släktet Notiodrassus och familjen plattbuksspindlar. Inga underarter finns listade i Catalogue of Life.